# Eremophygus pereirai
Eremophygus pereirai är en skalbaggsart som beskrevs av Martinez 1960. Eremophygus pereirai ingår i släktet Eremophygus och familjen Rutelidae. Inga underarter finns listade i Catalogue of Life.